# Аймар-Вернэ, Жак
Жак Айма́р или Жак Айма́р-Вернэ (фр. Jacques Aymar-Vernay; род. в 1662 году, Сен-Веран, Дофине) — французский крестьянин XVII века, прославившийся в истории предрассудков своей магической палочкой (развилкой) из лещины, с помощь которой он мог, по его словам, находить металлы, воров, убийц, неверных жён и мощи святых. Призванный в Париж принцем Конде, Аймар был уличён в обмане.
Приверженцы волшебных палок часто использовали факты из начала его деятельности как аргументы в их пользу.

## Подробнее
Его известность началась в 1692 году в Лионе, где он привёл сыщиков на след убийцы; убийца сознался и был казнён. В сопровождении толпы Аймар-Вернэ прошествовал по городу, определяя дома, в которых происходили супружеские измены; эти события вызвали появление ряда памфлетов, и, в конце концов, делом заинтересовался принц Конде, который вызвал его в Париж. Он провёл следующее испытание: он приказал вырыть несколько ям, оставив одни незаполненными, некоторые заполнив гравием, а некоторые — металлическими предметами, перекрыть их и тщательно скрыть все внешние следы их расположения. Затем он приказал Жаку с помощью лозы обследовать площадку. Аймар-Вернэ потерпел полную неудачу, и его слава рассеялась.
Вернувшись на родину, он занялся поисками мощей, а во время камизаров (севеннских гугенотов) в 1703 году употребил, по приказанию маршала Монтревеля, свою волшебную палку, чтобы предать палачу многих невинных протестантов, подозреваемых в убийстве католиков.